# آوتیس آهارونیان
آوتیس آهارونیان (ارمنی: Ավետիս Ահարոնյան؛ انگلیسی: Avetis Aharonian؛ زادهٔ ۲ اوت ۱۸۶۶ – درگذشته ۲۰ مارس ۱۹۴۸) سیاست‌مدار، نویسنده، چهره مردمی و انقلابی اهل ارمنستان و عضوی از جنبش ملی ارمنی بود.

## زندگی‌نامه
آوتیک آهارونیان در ۲ اوت ۱۸۶۶ نزدیکی ایگدیر به دنیا آمد. وی عضو فعال حزب فدراسیون انقلابی ارمنی بود در بین سال‌های ۱۹۰۱–۱۸۹۸ تحصیلات عالی خویش را در شهرهای لوزان و پاریس انجام داد و سپس به قفقاز جنوبی بازگشت. وی ابتدا به فعالیت‌های روزنامه‌نگاری و ادبی اشتغال داشت. در سال ۱۹۰۶ به عنوان عضویت هیئت مدیره «پرچم» (Droshak)، روزنامه رسمی حزب فدراسیون انقلابی ارمنی برگزیده شد. بین سال‌های ۱۹۰۹–۱۹۰۷ مدیر «فرهنگستان نرسسیان»، تفلیس بود. آهارونیان به مدت ۲ سال (۱۱–۱۹۰۹) در زندان شهر متخی (Metekhi) زندانی بود و پس از پرداخت مبلغ ۲۰٬۰۰۰ روبل آزاد گشت و از طریق کنستانتینوپل به اروپا فرار کرد و در سوئیس ساکن گشت. در سال ۱۹۱۶ به قفقاز جنوبی بازگشت.
وی یکی از بانیان «کنگره ملی ارامنه» در سپتامبر ۱۹۱۷ بود و به شورای ملی برگزیده شد. آوتیک آهارونیان مسئولیت نمایندگی برای رایزنی با رهبران Ittihadist را در ژوئن ۱۹۱۸ برعهده داشت. وی بین ۱ اوت ۱۹۱۹ تا ۴ نوامبر ۱۹۲۰، رئیس (سخنگو) مجلس جمهوری ارمنستان بود. به عنوان نماینده دائمی ارمنستان در کنفرانس صلح پاریس در سال ۱۹۱۹ برگزیده شد. در اوت ۱۹۲۰، از طرف جمهوری ارمنستان معاهده سور را امضاء نمود. هنگام ایراد سخنرانی در فوریه ۱۹۳۴ بر اثر سکته مغزی فلج شد. در ۲۰ مارس ۱۹۴۸ در سن ۸۲ سالگی در شهر مارسی، فرانسه درگذشت و در گورستان پر-لاشز به خاک سپرده شد.

## نگارخانه

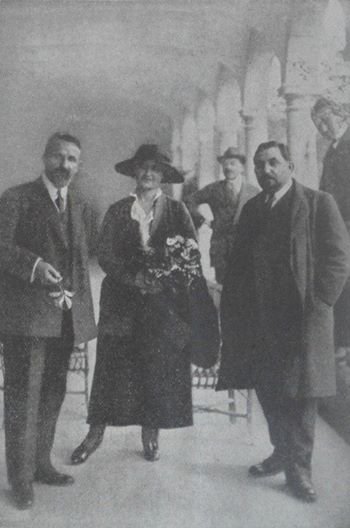
آوتیک آهارونیان و همسر دومش «نوارت» جزیره سینت لازار ونیز (۱۹۲۰)
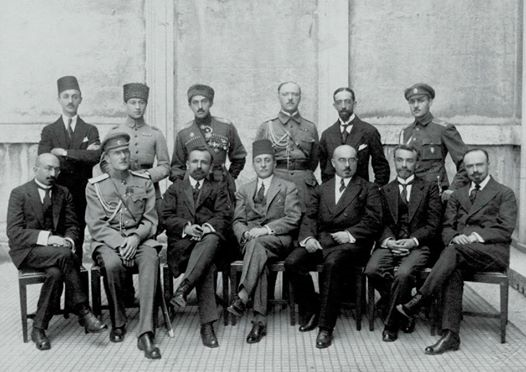
نمایندگی اولین جمهوری ارمنستان در کنستانتینوپل (۱۹۱۸)
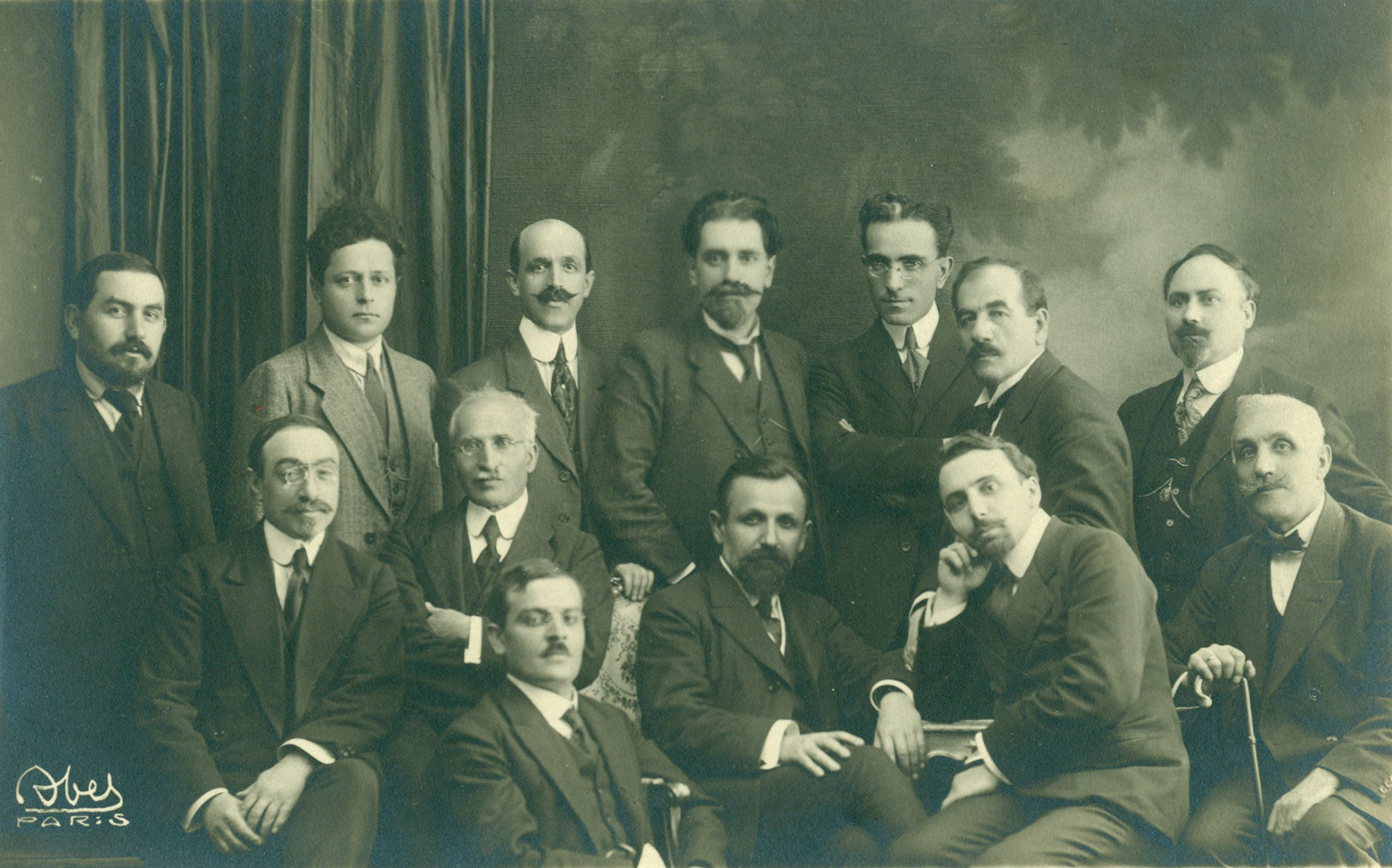
نمایندگی در کنفرانس صلح پاریس (۱۹۱۹)